# Cynanchum montevidense
Cynanchum montevidense är en oleanderväxtart som beskrevs av Spreng.. Cynanchum montevidense ingår i släktet Cynanchum och familjen oleanderväxter. Inga underarter finns listade i Catalogue of Life.